# Phil Towle
Phil Towle – sam określający się jako „trener poszerzania wydajności” (Performance Enhancement Coach) – jest najbardziej znany ze współpracy z heavymetalowym zespołem Metallica, jak pokazuje film dokumentalny Some Kind of Monster. Dokument przedstawia Towle'a pracującego z zespołem po odejściu wieloletniego basisty grupy, Jasona Newsteda i podczas prac nad ósmym albumem studyjnym kapeli, St. Anger. Poza współpracą z Metalliką, Towle pracował z wytwórniami muzycznymi, drużynami baseballowymi i innymi organizacjami, w których zaszła potrzeba udzielenia pomocy psychologicznej talentowi „z górnej półki”. Niektórzy z jego klientów od roku 1997 to gitarzysta Rage Against The Machine / Audioslave, Tom Morello, zespół Stone Temple Pilots, obrońca amerykańskiej drużyny futbolowej Tennessee Titans Kevin Carter, trener NFL Dick Vermeil i inni.
We wczesnych latach 60. XX wieku współpracował z Zane Ashtonem (pseudo Billem Akenem) w niewielkiej wytwórni płytowej Lan-Cet Records, wydając albumy takie, jak Tomorrow Gary'ego Ushera, jak też inne wydawnictwa, które uznawane są za przełomowe w historii rock and rolla. Płyta He Was A Mean Dragon nadal sprzedawana jest przez Ace Records w Wielkiej Brytanii, dostępna jest też w serwisie iTunes.